# Ortaköy, Uludere
Ortaköy là một xã thuộc huyện Uludere, tỉnh Şırnak, Thổ Nhĩ Kỳ. Dân số thời điểm năm 2011 là 1.19 người.